# Chuyến bay 470 của LAM Mozambique Airlines
Chuyến bay 470 của LAM Mozambique Airlines (TM470/LAM470) là một chuyến bay quốc tế vận hàng bởi LAM Mozambique Airlines. Chuyến bay cất cánh từ Mozambique lúc 11 giờ 26 phút ngày 29 tháng 11 năm 2013 (giờ địa phương), dự kiến hạ cánh xuống thủ đô Luanda của Angola lúc 14 giờ 10 phút. Tuy nhiên chiếc máy bay này đã không thể đến đích. Ngày 30 tháng 11 năm 2013, sau khi nhận tin báo có một vụ rơi máy bay, cảnh sát Cộng hòa Namibia đã phát hiện xác máy bay 470 và xác nhận không có ai sống sót.
Tại thời điểm xảy ra tai nạn thời tiết được dự báo là nguy hiểm. Đây là vụ tai nạn chết người đầu tiên của hãng hàng không này kể từ năm 1970. Những điều tra ban đầu của Viện Hàng không Mozambique (IACM) cho thấy cơ trưởng đã chủ động gây tai nạn cho máy bay. Hiệp hội Kiểm soát không lưu Mozambique phản đối với kết luận này, trong khi Cơ quan điều tra tai nạn hàng không của Namibia đồng ý với báo cáo của IACM, cho rằng cơ trưởng đã có âm mưu tự sát dẫn tới tai nạn máy bay.

## Máy bay
Chiếc máy bay bị tai nạn là một chiếc Embraer E190 với số xê ri nhà sản xuất 581, đăng ký C9-EMC. Được lắp ráp trong tháng 10 năm 2012, nó đã được giao cho hãng LAM Mozambique Airlines vào tháng 11/2012.

## Hành khách và phi hành đoàn
Theo LAM Mozambique Airlines, có tổng cộng 34 người (28 hành khách và 6 thành viên đội bay) thiệt mạng, trong khi các nguồn khác là 33. Theo Phó Ủy viên Không lực Cảnh sát Namibia Willy Bampton, không ai trong số hành khách sống sót sau tai nạn và chiếc máy bay hoàn toàn bị phá hủy.
| Quốc tịch  | Tổng |
| ---------- | ---- |
| Mozambique | 10   |
| Angola     | 9    |
| Bồ Đào Nha | 5    |
| Pháp       | 1    |
| Brazil     | 1    |
| Trung Quốc | 1    |
| Quốc tịch  | 27   |

Phi hành đoàn gồm 2 phi công, 3 tiếp viên và 1 kỹ thuật viên. Cơ trưởng Herminio dos Santos Fernandes(49 tuổi) đã có tổng cộng hơn 9.000 giờ bay (bao gồm 2.519 giờ trên Embraer E190) trong khi cơ phó đã tích lũy được khoảng 1.400 giờ bay (bao gồm 101 giờ trên Embraer E190).

## Phản hồi
Chính phủ Mozambique tuyên bố sẽ tuyên bố một thời kỳ quốc tang. Tổng thống Bồ Đào Nha Aníbal Cavaco Silva bày tỏ sự chia buồn với gia đình nạn nhân. LAM Mozambique Airlines báo cáo rằng họ đang cung cấp tư vấn và tư vấn pháp lý cho các gia đình ở cả Mozambique và Angola và đã thiết lập một đường dây nóng thông tin.
Mô hình các mảnh vỡ chỉ ra rằng máy bay trượt dọc theo mặt đất trong vài trăm mét.
Cả máy ghi âm chuyến bay - máy ghi âm buồng lái (CVR) và máy ghi dữ liệu chuyến bay (FDR) - đã được khôi phục từ vị trí máy bay trong vòng bốn ngày sau vụ tai nạn và sau đó được gửi đến Ủy ban An toàn Giao thông Quốc gia Hoa Kỳ (NTSB) để đọc.

## Điều tra
Vào ngày 21 tháng 12 năm 2013, người đứng đầu Viện Hàng không Dân dụng Mozambican (Acaduto Moçambicano de Aviação Civil, IACM) đã trình bày báo cáo điều tra sơ bộ, cơ trưởng Herminio dos Santos Fernandes có "ý định rõ ràng" về việc làm hỏng máy bay phản lực và tự thay đổi máy bay, cài đặt tự động, mục đích để tự sát. Độ cao dự định của máy bay được báo cáo thay đổi 3 lần từ 38.000 feet (11,582 m) thành 592 feet (180 m), sau đó nằm dưới mặt đất và tốc độ cũng được điều chỉnh thủ công. Máy ghi âm buồng lái đã thu được một số báo động phát ra trong lúc hạ xuống, cũng như tiếng nổ lớn liên tục trên cánh cửa từ cơ phó, người đã bị cơ trưởng khóa trái bên buồng lái. Trái với quy định của LAM Mozambique, không có thành viên phi hành đoàn nào được triển khai trong buồng lái trong thời gian vắng mặt của cơ phó.
Cuộc điều tra về phi công của chiếc máy bay tiết lộ rằng cơ trưởng Fernandes đã phải chịu một số đòn đau của số phận trước vụ tai nạn. Con trai ông đã chết trong một vụ nghi ngờ tự tử vào tháng 11 năm 2012; Fernandes tránh xa đám tang. Con gái ông đang ở bệnh viện để phẫu thuật tim vào thời điểm xảy ra vụ tai nạn, và thủ tục ly hôn của ông không được giải quyết trong hơn 1 thập kỷ.
Bất chấp kết luận của IACM, Hiệp hội các nhà khai thác hàng không Mozambican (AMOPAR) đã tranh luận về báo cáo sơ bộ, giải thích rằng các thao tác của cơ trưởng Fernandes là từ hướng dẫn quy trình vận hành tiêu chuẩn do Embraer (nhà sản xuất máy bay bị rơi) đưa ra "Hành động trong tình huống khẩn cấp để ngăn chặn thảm họa". Theo tài liệu của AMOPAR, Chính phủ Mozambique đã không tuân thủ các tiêu chuẩn và khuyến nghị của Tổ chức Hàng không Dân dụng Quốc tế (ICAO) "về việc tiết lộ, nội dung và thủ tục liên quan đến báo cáo sơ bộ về vụ tai nạn của chuyến bay TM470. "
Vào ngày 15 tháng 4 năm 2016, DAAI đã công bố báo cáo cuối cùng cho thấy đầu vào hệ thống máy bay tự động của người được cho là cơ trưởng, người vẫn một mình trong buồng lái khi người được cho là cơ phó yêu cầu đi vệ sinh, khiến máy bay khởi hành từ chuyến bay hành trình, chuyển sang một dòng dõi được kiểm soát duy trì và sau đó bị rơi.

## Kênh truyền hình
Vụ tai nạn đã truyền cảm hứng trong tập 8, mùa 20 của Mayday (Air Crash Investigation) trên kênh National Geographic, tập phim có tiêu đề "Cockpit Killer" (tạm dịch: Kẻ giết người trong buồng lái), phát sóng ngày 27 tháng 2 năm 2020.